# Сікевіца
Сікевіца (рум. Sichevița) — село у повіті Караш-Северін в Румунії. Входить до складу комуни Сікевіца.
Село розташоване на відстані 338 км на захід від Бухареста, 67 км на південь від Решиці, 127 км на південь від Тімішоари.

## Населення
За даними перепису населення 2002 року у селі проживали 1395 осіб.
Національний склад населення села:
| Національність | Кількість осіб | Відсоток |
| -------------- | -------------- | -------- |
| румуни         | 1359           | 97,4%    |
| цигани         | 27             | 1,9%     |
| серби          | 5              | 0,4%     |

Рідною мовою назвали:
| Мова      | Кількість осіб | Відсоток |
| --------- | -------------- | -------- |
| румунська | 1361           | 97,6%    |
| циганська | 27             | 1,9%     |
| сербська  | 5              | 0,4%     |